# Деодату, Эумир
Эуми́р Деода́то, точнее Деодату (порт. Eumir Deodato; род. 22 июня 1942) — бразильский композитор, пианист, аранжировщик, продюсер.
Основная часть произведений может быть отнесена к поп-джазу или кроссовер-джазу. Стал широко известен как исполнитель в 1970-е годы. Является продюсером более 500 альбомов различных композиторов и исполнителей, в диапазоне от Тома Жобима до Бьорк. Всемирную известность приобрела его аранжировка пьесы Рихарда Штрауса «Так говорил Заратустра».

## Дискография
- 1964 — Inútil Paisagem
- 1972 — Percepção
- 1973 — Prelude
- 1973 — Deodato 2
- 1974 — Whirlwinds
- 1974 — Deodato/Airto in Concert
- 1974 — Artistry
- 1975 — First Cuckoo
- 1976 — Very Together
- 1978 — Love Island
- 1979 — Knights of Fantasy
- 1980 — Night Cruiser
- 1982 — Happy Hour
- 1985 — Motion
- 1989 — Somewhere Out There
- 1999 — Rio Strut
- 2000 — Bossa Nova Soundtrack
- 2001 — Live at the Felt Forum
- 2002 — Summer Samba
- 2007 — Eumir Deodato Trio — ao vivo no Rio Eumir Deodato Trio, Live in Rio
- 2010 — The Crossing